# Szczelina na Grzędzie
Szczelina na Grzędzie – jaskinia w Dolinie Kościeliskiej w Tatrach Zachodnich. Wejście do niej znajduje się w żlebie Głębowiec, bocznym odgałęzieniu żlebu Żeleźniak, powyżej Żeleźniakowej Bramy i poniżej Wnęki na Grzędzie, na wysokości 1220 metrów n.p.m. Długość jaskini wynosi 4,6 metrów, a jej deniwelacja 1,5 metrów.

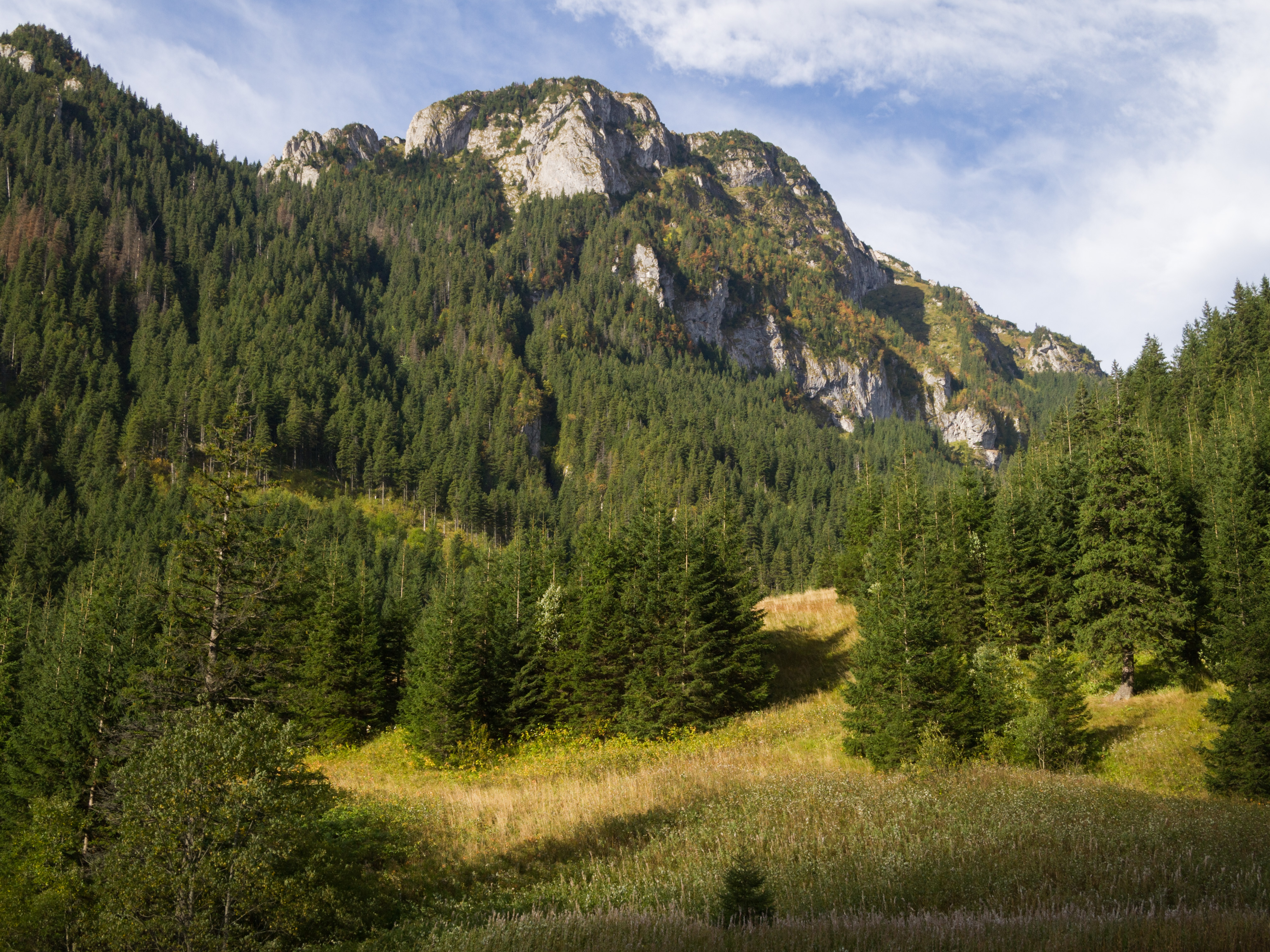
Na lewo od Raptawickiej Turni wśród lasu żleb Głębowiec

## Opis jaskini
Jaskinię stanowi szczelinowy, wąski korytarzyk, na początku idący w dół, a następnie, za zaciskiem, poziomo. Zaczyna się trójkątnym otworem (1,1 x 0,9 m), a kończy pochyłym prożkiem.

## Przyroda
W jaskini brak jest nacieków. Ściany są mokre, gładkie, trochę zwietrzałe. Przy otworze wejściowym rosną na nich porosty i mchy.

## Historia odkryć
Brak jest danych o odkrywcach jaskini. Jest to prawdopodobnie jaskinia, którą w wykazie jaskiń w 1988 roku W.W. Wiśniewski nazwał Szczeliną na Grzędzie Niżnią. Badał on w latach siedemdziesiątych XX wieku zbocza Kominiarskiego Wierchu w poszukiwaniu jaskiń. Pierwszy plan i opis jaskini sporządziła I. Luty przy pomocy J. Łabęckiej w 2003 roku.